# Pick n Pay
Pick n Pay (bis 2007 Pick ’n Pay geschrieben) ist nach Shoprite der größte Einzelhändler in Südafrika mit Sitz in Kapstadt (Kenilworth) und einigen Auslandsniederlassungen in Botswana, Eswatini, Lesotho, Namibia, Sambia und Simbabwe.

## Geschichte
Pick n Pay wurde 1966 von Jack Goldin gegründet, nachdem er den Einzelhändler Greaterman verlassen hatte, um sich selbständig zu machen. Im Februar 1967 wurde das Geschäft mit vier kleinen Filialen an Raymond Ackerman verkauft, der sich mit der gleichen Intention wie Goldin von seinem Retailer Checkers – einer Tochtergesellschaft von Greaterman – getrennt hatte.
Wegen der Rezession und Inflation in den 1980er Jahren appellierte Ackerman an die damaligen Regierungen unter Pieter Willem Botha und Frederik Willem de Klerk, ihre Politik zu mäßigen.
2001 kaufte das Unternehmen etwa 60 Franklin-Märkte und 20 Fresco-Märkte im australischen New South Wales. Die Fresco-Märkte wurden anschließend in Franklin umbenannt.
Bis zum Jahr 2001 wuchs das Unternehmen auf 206 Supermärkte, 14 Hypermärkte und 175 weitere Franchise-Filialen. Bis 2010 stand Ackerman dem Unternehmen als Geschäftsführer vor. Die Nachfolge trat sein ältester Sohn Gareth an. 2018 war der Konzern mit über 1600 Standorten in sieben Ländern des Südlichen Afrikas vertreten. Vertretungen in Nigeria und Ghana sind in Vorbereitung.
In Namibia werden die Märkte noch bis Mitte 2025 in Eigenregie durch Ohlthaver & List betrieben.
Das Unternehmen galt im Finanzjahr 2023/24 als technisch insolvent, nachdem ein Verlust von mehr als einer Milliarde Rand gemeldet wurde.